# 屋上の狂人
『屋上の狂人』（おくじょうのきょうじん）は、菊池寛の戯曲。京都帝国大学卒業を目前にした1916年（大正5年）5月に発表した一幕物で、それまでの筆名「草田杜太郎」を廃し、本名の「菊池寛」を用いた初めての作品である。
狂人を無理やりに常人にすることが、必ずしも幸福になるとはかぎらず、狂人のままでいる方が幸福かもしれない、という逆説を主題にした作品で、条理を超えた肉親間の情愛を描いた『父帰る』と並ぶ、菊池の戯曲を代表する作品である。

## 発表経過
菊池寛が京都帝国大学英文科を卒業する年の1916年（大正5年）の2月に同人誌の第四次『新思潮』が復刊され、その5月号・第1年第3号に「屋上の狂人」は掲載された。その際に、それまでの第三次『新思潮』で使用していた筆名「草田杜太郎」から、本名の「菊池寛」を用いるようになった。本名に変えた動機に関しては特に語られておらず不明であるが、卒業を間近にひかえていた時期であることから、今後文壇に乗り出すためには文学青年風の筆名よりも本名の方がいいと思ったからではないかと推察されている。
『新思潮』時代、菊池の戯曲はほとんど注目されなかったため、京大を7月に卒業し時事新報社社会部の記者の職に就きながら、戯曲より小説の方の執筆に重きを置くようになった菊池は、1918年（大正7年）に『中央公論』に発表した「無名作家の日記」や「忠直卿行状記」で文壇に認められ、その後芥川龍之介の伝手で大阪毎日新聞の客員となり1920年（大正9年）に新聞連載した通俗小説「真珠夫人」で流行作家として世間に広く認知された。それを機に無名新人時代の戯曲「父帰る」などが舞台上演され、その流れで「屋上の狂人」も翌年1921年（大正10年）2月に帝国劇場で初上演された。
単行本の刊行は、新潮社から1919年（大正8年）1月8日に上梓された『心の王国』に収録され、翌1920年（大正9年）4月10日に同社から刊行された『藤十郎の恋』にも収録された。
全集収録は、春陽堂から1921年（大正10年）5月21日刊行の『菊池寛戯曲全集 第1巻』に収録された。その後は平凡社から1929年（昭和4年）6月10日刊行の『菊池寛全集 第3巻』、中央公論社から1937年（昭和12年）6月21日刊行の『菊池寛全集 第1巻』に収録された。

## あらすじ
明治30年代のある初夏の日、瀬戸内海の讃岐に属する小さな島に暮らす屈指の財産家・勝島家の長男である義太郎は、屋根の頂上にうずくまって海を見ていた。
太陽が照りつける焼け石のような屋根瓦にいる狂人の息子が暑気あたりにならないか心配する父の義助や下男の吉治が、すぐ降りてくるように裏庭から呼びかけるが、義太郎は駄々をこねて嫌がり、「金比羅さんの天狗さんの正念坊さんが雲の中で踊っとる、緋の衣を着て天人様と一緒に踊りよる、わしに来い来い云うんや」と無邪気なことを言うばかりであった。
義太郎は幼い頃から高いところに登りたがる癖があった。成長すると庭の公孫樹の大木のてっぺんの枝に腰かけていたこともあり、両親はハラハラしたものだった。そのため庭の大木は、今は全部切ってしまっている状態である。しかし義太郎をずっと座敷牢の中に閉じ込めておくことも不憫に思う義助が息子を出してやると、隙を見てたちまち屋根に登ってしまうのだった。
義助に命じられ下男の吉治がハシゴを取りに行った後、隣家の藤作がやって来た。藤作は、狂人の息子の行動に悩む義助に向って、昨日から島に来ている金比羅の巫女に祈祷して見てもらったらどうかと勧めた。義助はそれを頼み、家の中にいる妻のおよしを呼んだ。ハシゴで屋根に登った吉治が義太郎をなんとか下に降ろし、やがて中年の巫女がやって来た。
巫女は、自分に反抗的態度をとる義太郎に狐が憑いていると言い、呪文を唱えて奇怪な身振りで狂ったように廻った後に昏倒するが、再び立ち上がると「我は当国象頭山に鎮座する金比羅大権現なるぞ」と声音を変えて話し出した。義太郎を除く一同が「へへっ」と腰を屈めて低頭する中、巫女は、この家の長男に憑いている狐を祓うため、木で吊して青松葉で燻べてやれと告げた。そして再び昏倒した後に普通の声に戻った。
義助とおよしは、そのお祓い法がいくらなんでもむごいと思い少し戸惑うが、すぐにやらないと罰があたると巫女から脅され、義助は吉治に青松葉の用意をさせた。不満顔の義太郎は「金比羅さんの声はあなな声でないわい。お前のような女子を、神さんが相手にするもんけ」と全く相手にせず、自尊心を傷づけられた巫女はますます義太郎を狐扱いにして罵倒する。
義助は巫女に急かされ、吉治と協力して義太郎の顔を燻べた松葉の煙の中へ入れようとした。義太郎は「厭やあ、厭やあ」と大声をあげて激しく抵抗し、母のおよしは息子を可哀想に思いオロオロするばかりであった。
そこへ、義太郎の弟・末太郎が学校から帰ってきた。義太郎は救主を得たように弟に助けを求めた。状況を理解した末太郎は松葉の火を踏み消して巫女を詐欺師だと喝破し、藁にもすがる思いで馬鹿なことをしている父親たちを諭し始めた。末太郎は、兄が屋根の上で幸福そうにしている様を「兄さんのように毎日喜んで居られる人が日本中に一人でもありますか。世界中にやってありゃせん」と言って、苦しむためにわざわざ正気になることもないと断じた。
末太郎が藤作に、巫女を連れて帰ってくださいと頼むと、侮蔑され憤慨した巫女は再び先ほどと同じような呪文を唱えて神が乗り移ったふりをしながら、弟は兄の病気が治ると家の財産が全て兄のものになるため利欲の心よりなり、と告げた。末太郎は詐欺師の巫女を突き倒し、「きさまのようなかたりに兄弟の情が分るか」と罵倒し退散させた。
内心、巫女の祈祷を怪しいと思っていた両親はほっとしたようになるが、「お前兄さんは一生お前の厄介やぜ」と末太郎を心配した。すると、末太郎は「何が厄介なもんですか。僕は成功したら、鷹の城山の頂辺へ高い高い塔を拵えて、そこへ兄さんを入れてあげるつもりや」と言った。
そんなふうに一同が話している最中、義太郎はいつの間にか再び屋根の上にいた。下の4人は義太郎を見上げて微笑み合った。空を見ている義太郎は、弟の末太郎に向って「末やあ！ 金比羅さんに聞いたら、あなな女子知らん云うとったぞ」と言うと、末太郎は「そうやろう。あなな巫女よりも兄さんの方に、神さんが乗り移っとんや」と応えた。
その頃はもう両親らは家の中に戻って、庭には末太郎だけがいた。雲が動いた空が金色の夕日に輝くと、向こうの雲の中に金色の御殿が見えると義太郎ははしゃぎ、「綺麗やなあ」と感嘆した。末太郎は自分が狂人でないことの悲哀をやや感じているかのように「ああ見える、ええなあ」と同調した。「ほら！ 御殿の中から、俺の大好きな笛の音がきこえて来るぜ！ ええ音色やなあ」と義太郎は歓喜した。

## 登場人物
勝島義太郎
狂人。24歳。勝島家の長男。屋根の上に登って海上の空を眺めるのが好き。小さい時から高いところに上りたがり、4、5歳の頃は床の間、仏壇、棚の上に上り、7、8歳になると猿のようにスルスルと木登りをし始め、15、6歳になると山の頂上まで登っては独り言で天狗や神と話すようになる。屋根から降ろされそうになると、外道が近寄るのを怖れる仏徒のように嫌がり抵抗する。屋根から落下し右足を負傷したことがあり、びっこになっている。「勝島の天狗気違」という噂が高松の町まで広がっている。
末次郎
義太郎の弟。17歳の中学生。町の学校に行っている優等生。兄思い。色の浅黒い凜々しい少年で、おかしな祈祷をする巫女を詐欺師と喝破する。
義助
義太郎と末次郎の父。狂人の長男・義太郎がいつも屋根の上に登る有様を世間体を気にして苦にしている。
およし
義太郎と末次郎の母。最初は巫女の祈祷で息子の病が治ることを期待するが、巫女の手荒な療治法を「そななむごい事が出来るもんかいな」と、息子を可哀想に思う。
藤作
隣の人。家人の「清吉」とともに網で鰆などを捕って暮らしている。巫女に怒る末次郎をなだめながら、巫女を連れて帰っていく。
吉治
下男。勝島家の召使い。義太郎を「若旦那」と呼ぶ。吉治が小さい頃には庭に大きな公孫樹の木があった。
巫女と称する女
50歳くらい。陰険な顔色をした妖女のような女。金比羅の巫女と名乗り、前日から島を訪れている。勝島家を去り際に、「神さまが乗り移って居る最中に私を足蹴にするような大それた奴は今晩迄の命も危ないぞ」と捨て台詞を吐く。

## 作品背景
※菊池寛の作品や随筆内からの文章の引用は〈 〉にしています（論者や評者の論文からの引用部との区別のため）。

### 京大で触れたアイルランド戯曲
1913年（大正2年）4月、同級の友人・佐野文夫の身代りとなって第一高等学校第一部乙類を退学となった菊池寛は（詳細は「マント事件」を参照）、同校の友人・成瀬正一の助け舟で彼の家に寄宿しながら学資の援助も受け、同年9月に京都帝国大学英文科の選科に進学した（翌年からは本科）。菊池は成瀬ら一高の友人たちが進む東京帝国大学文科に自分も行きたかったが、文科学長の上田萬年の認可が下りず叶わなかった。
一高の文芸第一主義に比べて京大は文学的には〈いなか〉であり、ことに1年生の頃の菊池は選科生であることに屈辱や孤独を感じていた。京大には芥川龍之介や久米正雄のような、文学について意見を交換できる刺激的なライバルの友もいなかった
東京にいる友人たちから1人だけ取り残されたような焦燥感や孤独を紛らわすため、入学当初から菊池は研究室や図書館に入り浸って内外の様々な読書に熱中した。京大の研究室には東大よりも近代文学に関する書物が豊富だった。そのため菊池は東京にいた時よりも〈二倍か三倍位多くの本〉を読むことが出来た。
以前から興味を持っていたイギリス文学や江戸文学のほか、菊池は同校教授の上田敏から聞いたジョン・ミリントン・シングに強く惹かれ、他にもロード・ダンセイニ、オーガスタ・グレゴリーなどのアイルランド（愛蘭）戯曲のほとんどを読破した。
アイルランド戯曲に傾倒した菊池は、〈愛蘭人の民族的覚醒〉を築いたウィリアム・バトラー・イェイツ、シング、グレゴリーなどの〈郷土芸術〉に注目し、彼らの〈愛蘭土国民文学運動〉である「アイルランド文芸復興運動」をモデルに、京都をダブリンに重ねて〈京都の芸術復興〉を、「草田杜太郎」名義で『中外日報』で呼びかけたこともあった。
菊池は、欧州各国の中で一番日本に似ているのはアイルランドだと感じ、外国の中でアイルランドを最も好きになった。ケルト民族のアイルランドは、アングロサクソンのイギリスとは人種も歴史伝統も異なる〈全く違つた別な国〉であり〈英文学と愛蘭土文学とは豌豆と真珠のやうに違つたもの〉だと菊池は比較した上で、〈欧州の人種の中で「物のあはれ」を知る国民は唯ケルト人〉だけだとしている。
日本人と似た感情の動きや自然崇拝観を持つアイルランド人の中でも〈真に愛蘭土の生活を語り真に愛蘭土の思想を語るもの〉はシングであり、シングをアイルランドの劇作家の中で〈最も天才的で世界的な劇作家〉だとする菊池は、シングの芸術の第一の特徴を、〈彼の作物には自然主義と抒情主義乃至はロマンチシズムが微妙な混合を示して居る事〉だとしている。
また、菊池は〈シングは人生の戯曲的成分を掴み取る事を解した真正の戯曲家〉だとして、真実と同時に〈歓喜〉を重んじたシングの戯曲は、英国の戯曲のような旧道徳の〈かび臭〉や新道徳の〈ペンキの悪臭〉とは無縁だと論じ、道徳主義から自由なだけでなく、なおかつ象徴主義からも自由で離れた作風であるとして、シングへの傾倒をみせている。
シングは27歳から30歳まで（1898年から1902年）の毎年夏にアラン諸島のイニシュマーン島に滞在し、アラン諸島の風光や島民の暮らしぶり、民間伝承から創作の題材を得たが、そのシングの『聖者の泉』(The Well of the Saints)や『海に騎りゆく者たち』(Riders to the Sea)などから作劇上の暗示を受けた菊池は、自身の故郷であり地方色豊かな讃岐（香川県）を舞台にした『屋上の狂人』や、土佐（高知県）の佐田岬に近い海岸を舞台にした『海の勇者』を書き上げた。

### 一幕物へのこだわり
シングの作品から多くを学んだ菊池寛は、作者の力量が試される一幕物の戯曲に惹かれ、登場人物の台詞の中の〈予備説明〉が力強く、極めて自然であるシングの『海に騎りゆく者たち』(Riders to the Sea)を〈近代劇中屈指の一幕物〉〈近代劇の名一幕物〉と絶賛した。そして自身が創作する戯曲もできるだけ幕数を増やさないよう心がけ、一幕物の戯曲を理想としていた。
幕数の多い長編の戯曲でも劇的な事件が展開されるのはほぼ最後の幕であり、それまでの幕は境遇説明や性格描写などの準備的な場面の〈非劇的な部分〉が主であると菊池は説明しながら、〈大抵の題材は、作者に充分な手腕があれば、一幕に盛り得るもの〉だとし、戯曲を劇場で見物する立場からも一幕物の方が近代の繁忙な生活に適していると考えた。
しかし、一幕物は〈境遇説明〉と〈性格描写〉を表現するのが難しく、かといって〈筋を売るやうな台詞を、一言でも言わせることは、戯曲家の恥〉と考える菊池は、〈自然な会話の裡に、見物に些かの疑念をも起さずして境遇説明をやらねばならない〉とした。また、一幕の中で登場人物の性格や個性を活写するには、〈片言隻句の中にも、出来る丈その性格の片鱗をでも現はさうと〉努力する必要があるとして、一幕物を書くことの困難さを〈一刀で相手を仕止める〉ことに喩えて語っている。
こうした苦心を要する一幕物へのこだわりは、『屋上の狂人』『海の勇者』『父帰る』などの、主題を明確に出し、幕切れが印象的で鮮やかな作品に反映されている。

### 「幻影」「夢幻」勝利の主題
菊池寛は、日本の文壇で戯曲の創作がなされ始めた1909年（明治42年）頃に、欧州近代劇の正統な素地もなく、いきなりヘンリック・イプセンやバーナード・ショーなどの〈思想劇問題劇〉が多く移入されたことは、日本の創作劇にとってあまり良くなく〈正当なる発達を妨げた〉とし、さらにもう一つ、日本の創作戯曲の発達を阻害したものとして、アクションの稀薄な〈メーテルリンクなどの脈を引く気分劇情調劇〉を挙げ、なにも近代思想など盛らなくてもシングやロード・ダンセイニのような良い戯曲はいくらでも書けるはずだと考え、〈国民生活の中核に隠れて居る力強い深刻な題目〉を掴むことを戯曲創作の主眼とした。
また、戯曲を創作する第一歩である〈主題〉を掴むことの重要性を語る中、〈主題が一歩進むとそれが一の思想にまで進む〉とした上で、『屋上の狂人』を創作する際に影響を受けたシングの『聖者の泉』(The Well of the Saints)の主題と思想について菊池は論じており、その主題を以下のように要約している。
シングの『聖者の泉』のあらすじは、村人たちから美男美女だと嘘で褒められ、施しを受けながら暮らしている盲目の夫婦が、ある日村にやって来た聖者が飲ませた泉の奇蹟の力で目が見えるようになるが、夫婦が見たものは醜悪な現実だったため、奇蹟の効力が消えて再び盲目になった時に、再度聖者の奇蹟を受けることを拒否するという話で、現実よりも幸福な〈幻影〉〈夢幻〉を望むという主題となっている。
こうした〈愛蘭土特有の空想の勝利、現実に対する夢幻の勝利〉や〈幻影復興現実忌避〉が描かれているシングの『聖者の泉』の主題は、最後に、常人になることより狂人のままの人生をよしとする『屋上の狂人』の逆説的な主題に通じている。

## 作品評価・研究
※菊池寛の作品や随筆内からの文章の引用は〈 〉にしています（論者や評者の論文からの引用部との区別のため）。
『屋上の狂人』は菊池寛の戯曲を代表する作品であるが、第四次『新思潮』発表当時には、同人の久米正雄などが個人的に褒めていたくらいで、特に何の反響もない作品であった。翌年に同誌に発表した『父帰る』も弘田親愛が感心していたという話を菊池は久米から間接的に聞いたのみで、菊池の戯曲自体がほとんど無視されていた。
菊池は当時を振り返って、「『屋上の狂人』は久米が感心してくれたと云ふだけで、まだ原稿が売れさうな曙光はおろか一縷の望みもなかつた」と述懐している。当時、『新思潮』の同人では芥川龍之介がいち早く文壇に認められ、その次に久米が続いていたが、菊池はまったく認められていなかった。そのため、その後菊池は戯曲よりも小説の執筆に重点を置くようになったが、それを勧めたともされる友人の江口渙は、当時の文壇には戯曲をあまり尊重しない傾向があったと語っている。
しかし、菊池が小説家として文壇内で確かな地位を築いた後の1921年（大正10年）2月に『屋上の狂人』が舞台劇として14代目 守田勘彌、2代目 市川猿之助らにより25日間の興行で初上演されると、高評価を博し一躍人気演目となっていった。歌舞伎でもなく新派でもない、新しい現代劇が長期興行の対象となるのは当時珍しいことであった。田中良による屋根などの舞台セットも当時としてはリアルで、三宅周太郎から好意的に劇評され、新鮮な感動を観客たちに与えたことが伝えられている。
江口渙は『新思潮』誌面で読んだ時には『父帰る』よりも優れていると思った『屋上の狂人』の初演舞台に関しては、俳優の演技のまずさもあり、あまり感動しなかったとして、非常に感激した『父帰る』の初上演を上回るものではなかったとしている。
菊池自身は初上演前から、『屋上の狂人』を〈自分として得意な作〉だとしており、自分の戯曲の中で〈厭でないもの〉としても、まず『屋上の狂人』を筆頭にあげ、続いて『茅の屋根』『時の氏神』『恩讐の彼方に』『義民甚兵衛』『父帰る』を挙げている。
森田草平は、『屋上の狂人』初上演から5年後に批評した中で、この作品を菊池が書くにあたって「人生の幸福は幻影の中にあらずして真実を見る所に在り」という真理に気づいていなかったのは情けないと批判した。
菊池はこれに対して〈いくら先輩でも無礼である〉とし、その「真理」を持つ近代劇の基調を知った上で、そうした〈現実過重〉の弊害の反動としてイェイツ、シングなどの〈幻影復興現実忌避〉の戯曲が出てきたことを指摘しながら反駁した。
また自然主義作家の田山花袋が、菊池のその後の戯曲『恋愛病患者』（1924年8月）について、「作者は父親の方に重きを置いてゐるが、あゝでなしに若い時代の方に共鳴した方が、ぐつと力を持つて来はしないか」と、父の立場ではなく、若き恋愛者の立場から書いたらもっと力強い作品になっただろうと批評したことにも菊池は触れて、若き恋愛者の立場で書かれた近代劇が多いことへの〈反動〉で書いたものが『恋愛病患者』なのだと反論し、『屋上の狂人』もシングの〈反動〉に習ったものだと述べている。
鈴木暁世は、森田草平や田山花袋など、社会や人間の「真実」をそのままあからさまに自然主義的に描くことを信条とした作家らの立場からは『屋上の狂人』は、それに逆行するものとして捉えられたと解説し、森田や田山に対する菊池のこうした反駁や、シングに対する菊池の〈幻影復興〉への共鳴をみた上で、日本の近代劇に〈現実過重の弊〉を感じていた菊池が、それを超克するため〈幻影復興現実忌避〉のイェイツやシングの劇を「理論的支柱とした」と考察している。
翻訳者のグレン・W・ショーにより菊池の戯曲集『Tōjūrō's love and four other plays』が1925年（大正14年）に出版されると、翌年3月のモーニング・ポスト紙に「A Dramatist of Japan」と題する菊池を紹介する記事が掲載され、「日本独自の伝統を継承」している菊池の独自性が好意的に評価されて「西洋はこれらの驚嘆すべき小戯曲から何かを学ぶべきであり、偉大な芸術の意義と美とがそれらにつまっている」と報じられた。菊池はその評価に対して、自身の戯曲がシングの影響を受けていることを述べている。
矢野峰人は1926年（大正15年）秋に初めてイェイツに会った際に、イェイツが「今最も深い興味を以て眺めて居る戯曲家は世界に菊池とピランデルロ二人あるのみだ」と言い、特に『屋上の狂人』に感心した旨を告げられたことを述懐しながら、後日イェイツ夫妻が主宰する小劇団で『屋上の狂人』の英訳劇が上演されて成功を収めたことを語っている。
イェイツは矢野に会った年の11月29日にアビー座でダブリン・ドラマ・リーグ公演として『屋上の狂人』を上演した。ダブリン・ドラマ・リーグは街の商業劇場が取り上げないような「同時代のすぐれた外国の劇作家の作品をアイルランドの人々に紹介することを目的」としたもので、菊池が日本的な劇作家としてイェイツに高評価されたことを意味するものであった。
テネシー・ウィリアムズも菊池の『屋上の狂人』を非常に気に入っていた外国戯曲家の1人で、1959年（昭和34年）9月に来日し三島由紀夫と対談した折に、『屋上の狂人』を自分が演出してアメリカで上演したい旨を伝えている。ウィリアムズは菊池の『屋上の狂人』と、三島の『近代能楽集』の中のどれか1曲を三島が自作演出したものとを同時に併演すれば面白いのではないかと話をもちかけ、三島も菊池の戯曲の「シンプリファイされているところ」が好きだと応じている。
ドナルド・キーンは、菊池の『父帰る』と『屋上の狂人』では、初演の成功がイプセンの『ヨーン・ガブリエル・ボルクマン』に匹敵するほどの感動を日本の観客たちに与えた『父帰る』の方が日本の近代劇として一般的には人気が非常に高いが、作品テーマや芸術性では『屋上の狂人』の方が優れていると評価しながら、「夕日の美しさを堪能できる狂人は、正気の男よりも幸せである」としている。
早川正信は、シング同様に菊池が傾倒した作家グレゴリーの喜劇『ヒヤシンス・ハルヴエィ』(Hyacinth Halvey)の後日譚作品『満月』(The Full Moon)の中で描かれている「狂人」と、菊池のいくつかの作品の中で描かれている「狂人」の主題との関連性について、菊池が〈愛蘭土劇場の教母〉と賞揚したグレゴリーへの「深い理解と愛情」を検証しながら、『満月』に見られる「狂気」と「正気」といった世俗的価値観を逆転させる「位置の逆転」「立場の逆転」の手法が、菊池に戯曲創作にもたらした影響を論じている。
早川は、まず『屋上の狂人』より前に執筆された菊池の『恐ろしい父、恐ろしい娘』（1914年9月）や『狂ふ人々』（1915年2月）での「狂人」の主題を見た上で、その「狂人」をめぐる主題がより一層まとまった形で仕上がっている『屋上の狂人』における、グレゴリーの作品から菊池が感得した「位置の逆転」（人生や人間をみる視点の逆転）を解説し、結末部での「狂人」の美しい幻想や「『狂人』という幻覚に生きることへの幸せ」の両者の共通主題を看取している。そしてそのグレゴリーから受けた逆転視点の発想は、その後に書かれる菊池の小説（『身投救助業』『病人と健康者』など）にも、多少変形されながらも生き続けていると論考している。
井上ひさしは、菊池の前半生に除籍や退学など様々なハプニングがあったものの、その際に必ずと言っていいほど「ところが」の幸運や助け船の出現によって運命が好転していったことに触れながら、「そのうちなんとかなるだろう」という処世訓を菊池は読者と共有していたと解説し、菊池のテーマ主義的作品に共通する「結末の明るさ」を指摘している。
そして井上は、菊池が自身の作品を読む人たちが「ごく普通の生活者」であることを知っていたとして、そうした大正近代の「教育を受けた大衆」が、文学青年の悩みのひけらかしのような自然主義の私小説を好まず、どんなに悲しい話でもおもしろく語られ結末に「一条の光明」がさしている菊池の作品を好んだ背景を語り、当時の時代から『父帰る』や『屋上の狂人』などの戯曲に方言の讃岐弁を使用していたことに感心している。
小久保武は、『屋上の狂人』や『父帰る』などの菊池の戯曲が当時大人気となった理由について、それらが従来の歌舞伎劇や新派劇からは得られなかった「現代的なリアリズム」や、新劇に欠けていた「大衆性」を「簡潔な構成、平明なテーマを通じて観客に提供したから」だと考察し、そうした人生の問題に触れた主題を持つ菊池の『屋上の狂人』や『父帰る』は「大正後期において新鮮に感じられたのと同様に、現代においてもなおその新鮮さを失わずにいる」と評価している。
『屋上の狂人』や『父帰る』は、菊池の戯曲を代表する作品となり、中学や高校の演劇部などの素人舞台などでもよく演じられていた戯曲であるが、昭和の時代にも文士劇の定番演目にもなり、三島由紀夫や石原慎太郎らも舞台で演じていた。

## 舞台公演
- 初演[2][4][8][9]
  - 1921年（大正10年）2月（25日間） 帝国劇場
  - 舞台装置：田中良
  - 出演：14代目 守田勘彌（狂人）、2代目 市川猿之助（弟）、村田かく子（巫女）
- ダブリン・ドラマ・リーグ公演[22][59]
  - 1926年（大正15年）11月29日 アイルランド・ダブリン アビー座
  - 演出：ウィリアム・バトラー・イェイツ
- 文藝春秋愛読者大会・文藝春秋祭り文士劇[61][69][67][70]
  - 1955年（昭和30年）11月1日 東京宝塚劇場
  - 演出：福田恆存
  - 出演：小林秀雄（狂人）、三島由紀夫（弟）、永井龍男（父）、西川辰美（母）、大岡昇平（隣人）、吉屋信子（巫女）、北條誠（下男）
- シス・カンパニー公演（『父帰る』と2本立て）[71]
  - 2006年（平成18年）4月1日 - 4月30日 シアタートラム
  - 演出：河原雅彦
  - 出演：
〔屋上の狂人〕草彅剛、勝地涼、高橋克実、キムラ緑子、富川一人、梅沢昌代、沢竜二
〔父帰る〕草彅剛、勝地涼、西尾まり、梅沢昌代、沢竜二

## テレビドラマ化
- 『屋上の狂人』（KRテレビ）[72]
  - 放送日不明
  - 出演：西村惇二、遠藤慎子、八木貞男、山本清
- 名作をたずねて『屋上の狂人』（NHK）[72]
  - 1957年（昭和32年）11月4日 13:00 - 13:23
  - 出演：神山寛、滝田裕介、山本清、牧よし子、杉山徳子（杉山とく子）、名古屋章
  - 音楽：斉藤登

## おもな収録刊行本
- 『心の王国』（新潮社、1919年1月8日）
- 『藤十郎の恋』（新潮社、1920年4月10日）
- 『父帰る・屋上の狂人』（新潮文庫、1952年10月）
  - 収録作品：「父帰る」「屋上の狂人」「海の勇者」「時勢は移る」「真似」「義民甚兵衛」「敵討以上」「藤十郎の恋」
- 『ちくま日本文学027 菊池寛 1888-1948』（ちくま文庫、2008年11月10日）
  - 解説：井上ひさし「接続詞『ところが』による菊池寛小伝」。付録：年譜
  - 装幀：安野光雅
  - 収録作品：「勝負事」「三浦右衛門の最後」「忠直卿行状記」「藤十郎の恋」「入れ札」「ある抗議書」「島原心中」「恩讐の彼方に」「仇討三態」「仇討禁止令」「新今昔物語より」「弁財天の使」「好色成道」「好色物語より」「大力物語」「女強盗」「屋上の狂人」「父帰る」「話の屑籠」「私の日常道徳」
- 『父帰る・藤十郎の恋――菊池寛戯曲集』（岩波文庫、2016年10月）
  - 編集・解説：石割透。付録：初出・上演について
  - カバー装画：細木原青起「恩讐の彼方に」（『漫画に描いた 文豪名作選集』三弘社、1938年12月）
  - 収録作品：「屋上の狂人」「奇蹟」「父帰る」「藤十郎の恋」「敵討以上」「時勢は移る」「岩見重太郎」「玄宗の心持」「袈裟の良人」「小野小町」「時の氏神」「入れ札」
- 英語版『Tōjūrō's love and four other plays』（北星堂、1925年）
  - 英訳：グレン・W. ショー（Glenn W. Shaw）
  - 収録作品：藤十郎の恋（Tōjūrō's love）、敵討以上（Better than Revenge）、屋上の狂人（The Housetop Madman）、父帰る（The Father returns）、奇蹟（The Miracle）